# Derek Grant (Eishockeyspieler, 1990)
Derek Grant (* 20. April 1990 in Abbotsford, British Columbia) ist ein kanadischer Eishockeyspieler, der seit Juli 2023 bei den ZSC Lions aus der Schweizer National League unter Vertrag steht und dort auf der Position des Centers spielt. Zuvor absolvierte Grant unter anderem 446 Spiele für die Ottawa Senators, Calgary Flames, Buffalo Sabres, Nashville Predators, Anaheim Ducks, Pittsburgh Penguins und Philadelphia Flyers in der National Hockey League (NHL).

## Karriere

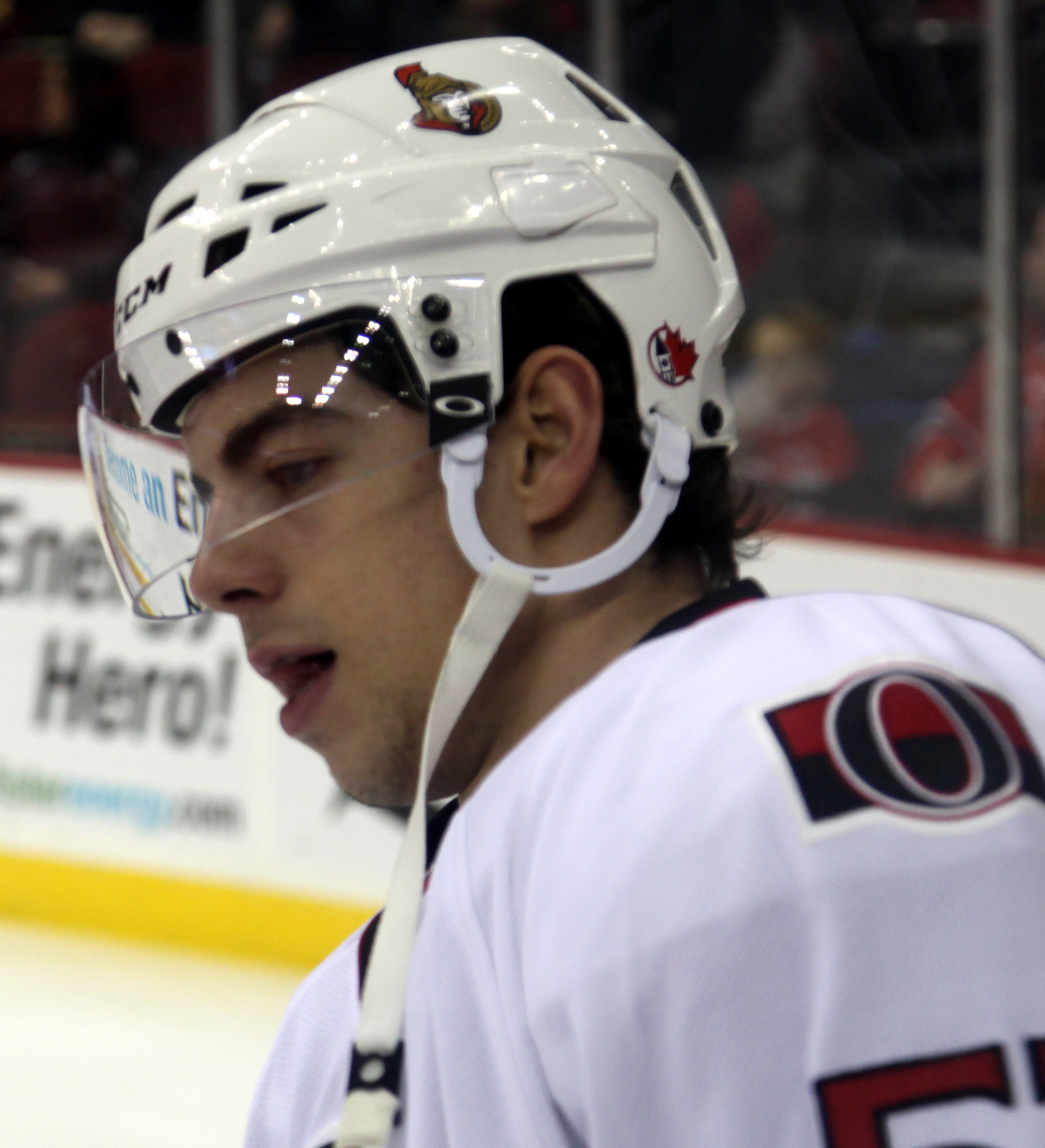
Grant im Trikot der Ottawa Senators (2013)

Grant war zunächst von 2005 bis 2006 für die Vancouver SE Flames aus der unterklassigen kanadischen Juniorenliga BC Hockey Major Midget League aktiv. In der Saison 2006/07 stand er für die Abbotsford Pilots aus der Pacific Junior Hockey League aufs dem Eis. Im Anschluss an diese Spielzeit lief der Stürmer von 2007 bis 2009 für die Langley Chiefs in der British Columbia Hockey League auf. Seine Rookiespielzeit im Trikot der Langley Chiefs beendete Grant mit 63 Scorerpunkten in 57 Begegnungen der regulären Saison, womit er teamintern nach Topscorer Taylor Stefishen zweitbester Punktesammler der Mannschaft war. Im Anschluss wurde er beim NHL Entry Draft 2008 in der vierten Runde an insgesamt 119. Position von den Ottawa Senators ausgewählt. In der folgenden Saison bestritt der Linksschütze lediglich 35 Partien in der British Columbia Hockey League, in denen der Stürmer 60 Punkte erzielte. Grant setzte daraufhin seine Laufbahn mit einem Studium an der Michigan State University fort und lief für deren Eishockeymannschaft, die Spartans, in der Central Collegiate Hockey Association auf.
Dort absolvierte er zwei persönlich erfolgreiche Spielzeiten, ehe der Kanadier im März 2011 einen dreijährigen Einstiegsvertrag bei den Ottawa Senators unterzeichnete. Im Verlauf der Saison 2010/11 debütierte er für deren AHL-Farmteam, die Binghamton Senators, auf Profiebene. Bis zum Saisonende stand er in insgesamt 21 AHL-Partien für die Senators auf dem Eis und steuerte acht Punkte zum Calder-Cup-Gewinn der Binghamton Senators bei. Das darauf folgende Spieljahr bestritt Grant ausschließlich in Binghamton und erhielt nach Saisonende keinen neuen Vertrag in der Organisation der Senators.
In der Folge wurde er am 1. Juli 2015 als Free Agent von den Calgary Flames verpflichtet, die ihn hauptsächlich bei ihrem AHL-Farmteam, den neu gegründeten Stockton Heat, einsetzten. Nachdem sein Vertrag in Calgary nicht verlängert worden war, schloss er sich im Juli 2016 den Buffalo Sabres an. Nach 35 Einsätzen für die Sabres sollte Grant im Januar 2017 über den Waiver in die AHL geschickt werden, wobei ihn jedoch die Nashville Predators verpflichteten. Nach knapp einem Monat und sechs NHL-Einsätzen für die Predators kehrte Grant, ebenfalls über eine Waiver-Verpflichtung, nach Buffalo zurück.
Am Ende der Spielzeit 2016/17 wurde sein Vertrag in Buffalo nicht verlängert, sodass sich Grant im Juli 2017 als Free Agent den Anaheim Ducks anschloss. In gleicher Art und Weise wechselte er im Juli 2018 zu den Pittsburgh Penguins. In der Steel City war der Angreifer allerdings nur bis Januar 2019 aktiv, als er im Tausch für Joseph Blandisi an die Anaheim Ducks abgegeben wurde und somit zu seinem früheren Arbeitgeber zurückkehrte. Dort wiederum spielte er etwa ein Jahr bis zur Trade Deadline im Februar 2020, als er im Tausch für Kyle Criscuolo sowie ein Viertrunden-Wahlrecht im NHL Entry Draft 2020 an die Philadelphia Flyers abgegeben wurde. Nach der Spielzeit 2019/20 kehrte er im Oktober 2020 als Free Agent ein drittes Mal zu den Anaheim Ducks zurück, bei denen er drei Jahre verbrachte. Im Juli 2023 wechselte der Stürmer zu den ZSC Lions in die Schweizer National League. In der Folge gewann er in den Frühjahren 2024 und 2025 jeweils die Schweizer Meisterschaft. Dazwischen lag der Gewinn der Champions Hockey League.

## Erfolge und Auszeichnungen
| - 2011 Calder-Cup-Gewinn mit den Binghamton Senators - 2016 Teilnahme am AHL All-Star Classic - 2024 Schweizer Meister mit den ZSC Lions | - 2025 Champions-Hockey-League-Gewinn mit den ZSC Lions - 2025 Schweizer Meister mit den ZSC Lions |

## Karrierestatistik

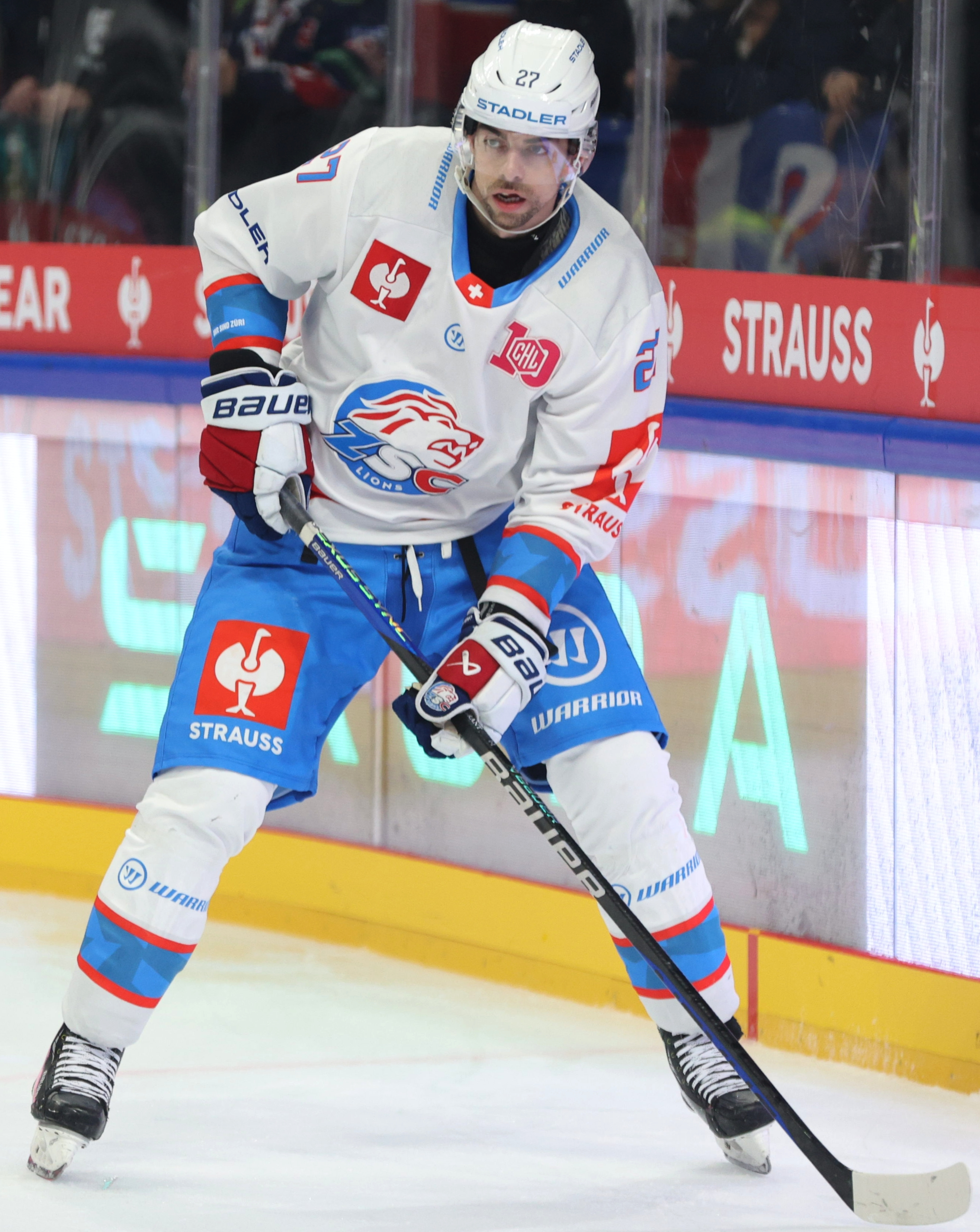
Grant als Spieler der ZSC Lions (2024)

Stand: Ende der Saison 2024/25
(Legende zur Spielerstatistik: Sp oder GP = absolvierte Spiele; T oder G = erzielte Tore; V oder A = erzielte Assists; Pkt oder Pts = erzielte Scorerpunkte; SM oder PIM = erhaltene Strafminuten; +/− = Plus/Minus-Bilanz; PP = erzielte Überzahltore; SH = erzielte Unterzahltore; GW = erzielte Siegtore; 1 Play-downs/Relegation; Kursiv: Statistik nicht vollständig)